# Ваупес
Ваупѐс (на испански: Vaupés) е един от тридесет и двата департамента на южноамериканската държава Колумбия. Намира се в югоизточната част на страната. Департаментът е с население от 44 712 жители (към 30 юни 2020 г.) и обща площ от 53 299 км².

## Общини
В департамент Ваупес има 3 общини.
1. Каруру
2. Миту
3. Тараира